# Nicolas Zourabichvili
Pour les autres membres de la famille, voir Famille Zourabichvili.
Pour les articles homonymes, voir Zourabichvili.
Nicolas Zourabichvili, né le 27 octobre 1936 à Paris, est un compositeur français d'origine géorgienne par son père et germano-russe par sa mère.

## Biographie
Fils de Nathalie von Pelken et de Georges Zourabichvili, frère de l'historienne Hélène Carrère d'Encausse, père du philosophe François Zourabichvili, oncle de l'écrivain Emmanuel Carrère et du médecin et journaliste Marina Carrère d'Encausse. Il est par ailleurs le cousin de Salomé Zourabichvili, fille de son oncle Lévan et 5e présidente de la Géorgie.
Il étudie le piano, le solfège et l'harmonie au Conservatoire de Bordeaux de 1946 à 1948. Il fait ses études secondaires et universitaires à Paris (lycée Janson-de-Sailly, puis faculté des lettres de Paris : licence ès lettres, diplôme d'études supérieures et CAPES de russe. Parallèlement, il étudie la composition, d'abord avec Nadia Boulanger de 1959 à 1962, puis avec Max Deutsch jusqu'en 1964.
En 1970 et 1977, il reçoit le prix Lili Boulanger, et en 1977 le prix de la Ville de Nantes.
En 1986, 2e prix Arthur Honegger pour le Thrène pour Thelonious Monk.
De 1986 à 1988, il est directeur du Conservatoire Serge Rachmaninoff à Paris.

## Œuvres principales
Nicolas Zourabichvili a composé, entre autres, des pièces pour orchestre, pour piano solo, pour ensembles de musique de chambre.  Nombre de ces œuvres sont des commandes de Radio-France.

### Orchestre et divers ensembles
Mtskheta (1976), pour divers ensembles : Declaracion del desangelado (1971), Aus ödem Traumland, pour vingt-quatre cordes, (1975), Souzdal, pour sept cuivres et trois percussionnistes et une Messe (1976), 

### Musique de chambre
- pour piano solo :

Sonate, Six variations, Thrène pour Thelonious Monk, (1983), Vita nova (1994) 
- pour violon seul :

La Fuite (1987) 

### Musiques de films
- 1984 : Les Favoris de la lune d'Otar Iosseliani
- 1989 : Et la lumière fut d'Otar Iosseliani
- 1992 : La Chasse aux papillons d'Otar Iosseliani
- 1996 : Brigands, chapitre VII d'Otar Iosseliani
- 1999 : Adieu, plancher des vaches ! d'Otar Iosseliani
- 2001 : Lundi matin d'Otar Iosseliani
- 2003 : Retour à Kotelnitch d'Emmanuel Carrère
- 2006 : Jardins en automne d'Otar Iosseliani